# Ligusticum
Genre
Classification APG III (2009)
Ligusticum (les Livèches) est un genre de plantes à fleurs de la famille des Apiaceae, décrit par Carl von Linné en 1753.

## Liste d'espèces
Selon BioLib (9 juillet 2024) :
- Ligusticum apiifolium (Nutt. ex Torr. & Gray) Gray
- Ligusticum calderi Mathias & Constance
- Ligusticum californicum Coult. & Rose
- Ligusticum canadense (L.) Britton
- Ligusticum canbyi (Coult. & Rose) Coult. & Rose
- Ligusticum ferulaceum All.
- Ligusticum filicinum S. Watson
- Ligusticum grayi Coult. & Rose
- Ligusticum lucidum Mill.
- Ligusticum mutellina (L.) Crantz
- Ligusticum mutellinoides Vill.
- Ligusticum porteri Coult. & Rose
- Ligusticum scoticum (Livêche d'Écosse)
- Ligusticum tenuifolium S. Watson
- Ligusticum verticillatum (Hook.) Coult. & Rose ex Rose